# Peribaea ugandana
Peribaea ugandana är en tvåvingeart som först beskrevs av Charles Howard Curran 1933.  Peribaea ugandana ingår i släktet Peribaea och familjen parasitflugor.
Artens utbredningsområde är Uganda. Inga underarter finns listade i Catalogue of Life.